# Kolozsvár vasútállomás
A kolozsvári vasútállomás téglaborítású épülete az Állomás téren található. A romániai műemlékek  jegyzékében a CJ-II-m-B-07345 sorszámon szerepel.
1902-ben épült Pfaff Ferenc tervei alapján. Az előző, fából készült indóház építését és az első vasúti sínek lefektetését 1869. január 7-én kezdték el. A térségi közlekedést kiszolgáló kisállomást 1975-ben építették.

## Átmenő vonalak
- 300-as Bukarest (Északi pályaudvar)–Brassó–Segesvár–Tövis–Székelyföldvár–Kolozsvár–Nagyvárad-vonal

## Közlekedéstörténet
1872-ben avatták fel a Nagyvárad–Brassó vasútvonalat, amelynek legfontosabb állomása a kolozsvári volt. Ezt követően 1873. augusztus 14-én megindult a vasúti közlekedés a Kolozsvár–Brassó vonalon is. 1890-ben Nagyvárad és Kolozsvár között már naponta 3 személy- és 2 gyorsvonat közlekedett.
1893-tól a vasútállomás és a Fő tér között gőzmozdony vontatta „közúti vasút” (helyi nevén ájváj) szolgálta a forgalmat; a balesetek miatt 1902-ben ezt felszámolták.
1944. június 2-án az amerikai légierő szőnyegbombázása a vasúti pályaudvart és 600–700 méter széles sávban a környékét érintette. Az állomás épületének jelentős része romba dőlt.
1959-ben a Kolozsvár első trolibuszvonala az állomást kötötte össze a város keleti felével. 1987-től a Monostor negyed – Vasútállomás – Nehézgépgyár útvonalon beindult a villamosközlekedés is.

## Fejlesztések

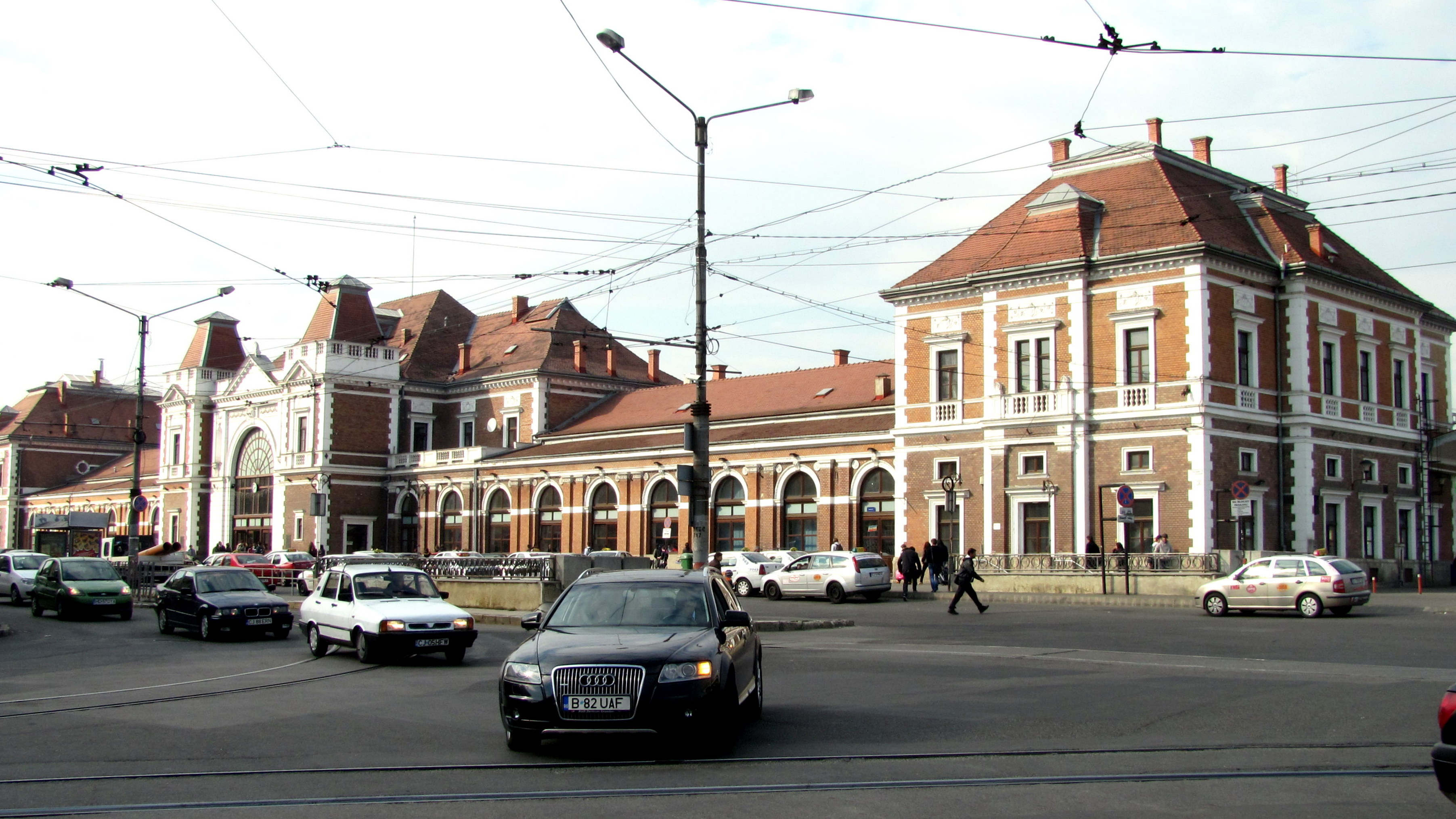
Kolozsvár állomás

### Peronmagasítás
Most már Kolozsváron is az európai szabványoknak megfelelő magasságú peron várja az utasokat. A munkálatokat 2012 júniusában kezdték és novemberre kellett a tervek szerint befejeznie a korszerűsítést végző vállalatnak. A magasítást a 2-es, a 3-as, a 4-es és az 5-ös peronokon végezték el.

## Történelmi események
- 1936. június 6-án a pályaudvaron köszöntötték a Bukarest felé utazó Edvard Benešt.
- 1958. február 28-án a Kádár János vezette magyar pártküldöttség megállt Kolozsváron, és az állomás előtti téren tartott népgyűlésen, Kádár mellékesnek nyilvánította a határok kérdését.
- 2014. május 27-én az épület homlokzatán emléktáblát avattak az észak-erdélyi deportált zsidók emlékére.[2]

## Forgalom

### Nemzetközi forgalom
| Járat                        | Útvonal | Gyakoriság |
| ---------------------------- | --- | ---------- |
| Hargita nemzetközi InterCity | Budapest-Keleti – Szolnok – Törökszentmiklós – Kisújszállás – Karcag – Püspökladány – Báránd – Sáp – Berettyóújfalu – Mezőpeterd – Biharkeresztes – Episcopia Bihor (Biharpüspöki) – Oradea (Nagyvárad) – Aleșd (Élesd) – Bratca (Barátka) – Ciucea (Csucsa) – Huedin (Bánffyhunyad) – Aghires (Egeres) – Cluj-Napoca (Kolozsvár) (december végén és nyári időszakban közvetlen kocsi: – Câmpia Turzii (Aranyosgyéres) – Războieni (Székelyföldvár) – Luduș (Marosludas) – Iernut (Radnót) – Târgu Mureş (Marosvásárhely)) – Gherla (Szamosújvár) – Dej Călători (Dés) – Beclean pe Someș (Bethlen) – Sărățel (Szeretfalva) – Deda (Déda) – Toplița (Maroshévíz) – Gheorgheni (Gyergyószentmiklós) – Izvoru Oltului (Csíkszentdomokos) – Siculeni (Madéfalva) – Miercurea Ciuc (Csíkszereda) – Băile Tuşnad (Tusnádfürdő) – Sfăntu Gheorghe (Sepsiszentgyörgy) – Braşov (Brassó) | Napi 1 pár |
| Corona nemzetközi InterCity  | Budapest-Keleti – Szolnok – Törökszentmiklós – Kisújszállás – Karcag – Püspökladány – Báránd – Sáp – Berettyóújfalu – Mezőpeterd – Biharkeresztes – Episcopia Bihor (Biharpüspöki) – Oradea (Nagyvárad) – Aleșd (Élesd) – Huedin (Bánffyhunyad) – Cluj-Napoca (Kolozsvár) – Gherla (Szamosújvár) – Dej Călători (Dés) – Beclean pe Someș (Bethlen) – Sărățel (Szeretfalva) – Deda (Déda) – Toplița (Maroshévíz) – Gheorgheni (Gyergyószentmiklós) – Izvoru Oltului (Csíkszentdomokos) – Siculeni (Madéfalva) – Miercurea Ciuc (Csíkszereda) – Băile Tuşnad (Tusnádfürdő) – Sfăntu Gheorghe (Sepsiszentgyörgy) – Braşov (Brassó) | Napi 1 pár |
| Corvin nemzetközi gyorsvonat | (közvetlen kocsikkal Wien Hauptbahnhof (Bécs) – Hegyeshalom – Mosonmagyaróvár – Győr – Tatabánya – Budapest-Kelenföld – Ferencváros – Budapest-Keleti) – Szolnok – Törökszentmiklós – Kisújszállás – Karcag – Püspökladány – Berettyóújfalu – Biharkeresztes – Episcopia Bihor (Biharpüspöki) – Oradea (Nagyvárad) – (Oșorhei (Fugyivásárhely) →) Tileagd (Mezőtelegd) – (Telechiu (Mezőtelki) →) Aleșd (Élesd) (← Vadu Crișului (Rév)) – Șuncuiuș (Vársonkolyos) – Bratca (Barátka) – Ciucea (Csucsa) – Huedin (Bánffyhunyad) – Aghireș (Egeres) – Cluj-Napoca (Kolozsvár) | Napi 1 pár |
| Transilvania EuroCity        | Wien Hauptbahnhof (Bécs) – Hegyeshalom – Mosonmagyaróvár – Győr – Tatabánya – Budapest-Kelenföld – Budapest-Keleti – Szolnok – Törökszentmiklós – Kisújszállás – Karcag – Püspökladány (közvetlen kocsikkal tovább Nagybánya felé) – Báránd – Sáp – Berettyóújfalu – Mezőpeterd – Biharkeresztes – Episcopia Bihor (Biharpüspöki) – Oradea (Nagyvárad) – Aleșd (Élesd) – Șuncuiuș (Vársonkolyos) – Bratca (Barátka) – Ciucea (Csucsa) – Huedin (Bánffyhunyad) – Cluj-Napoca (Kolozsvár) | Napi 1 pár |